# Galapagosscharbe
Die Galapagosscharbe (Nannopterum harrisi, Syn.: Phalacrocorax harrisi), auch Stummelkormoran genannt, ist eine Vogelart aus der Familie der Kormorane, die auf den Galapagosinseln lebt. Es ist die einzige Kormoranart, die ihre Flugfähigkeit eingebüßt hat. 
Das Artepitheton ehrt den Vogelsammler und Präparator Charles Miller Harris (1868–1923), der für Walter Rothschild in Tring tätig war.

## Körperbau, Aussehen
Ausgewachsen erreichen Kormorane eine Körperlänge von etwa 89 bis 100 cm und wiegen dann zwischen 2,3 und 4 kg. Die Männchen sind mit durchschnittlich 4 kg deutlich schwerer als die Weibchen, die im Mittel 2,7 kg wiegen. Damit sind flugunfähige Kormorane etwa doppelt so schwer wie ihre flugfähigen Verwandten. Ihre Flügel sind dagegen mit etwa 18 cm kürzer als die aller anderen Kormorane. Die schwärzlich braunen und fransigen Flügel sind damit nur ein Drittel so groß, wie ein Vogel dieser Größe sie bräuchte, um flugfähig zu sein. Auch das Brustbein, an dem bei flugfähigen Vögeln die kräftigen Muskeln befestigt sind, die für die Flugfähigkeit benötigt werden, ist bei dieser Vogelart deutlich kleiner.
Wie bei anderen Kormoranen sind auch die Federn der Galapagosscharbe nicht wasserabweisend und die Vögel verbringen viel Zeit damit, nach Beutegängen ihr Gefieder in der Sonne zu trocknen.

## Lebensweise und Ernährung
Wie die anderen Kormorane hat dieser Vogel Schwimmhäute an den Füßen und kraftvolle Beine, die unter Wasser für einen kräftigen Antrieb sorgen. Zu seinem Beutespektrum gehören Fische, Aale und kleine Tintenfische. Seine Beute sucht er nahe dem Meeresboden und selten mehr als 100 Meter von der Küste entfernt.

## Evolution und Bedrohung

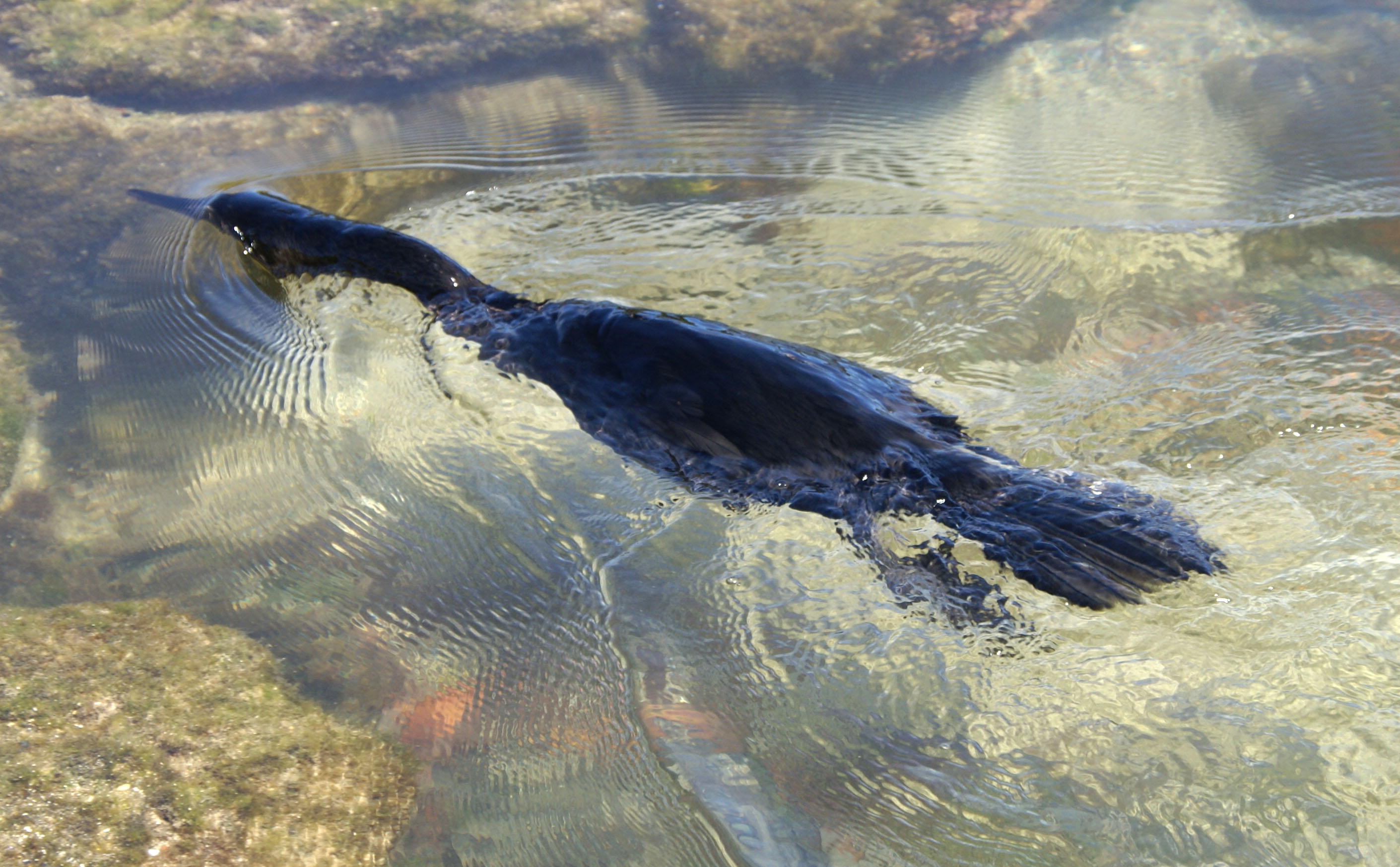
Schwimmender Galapagoskormoran

Die Galapagosscharbe zählt zu den seltensten Meeresvögeln. 2004 wurden nur 1.500 Individuen gezählt. Die Galapagosscharbe brütet an Stellen, wo kaltes sauerstoffreiches Wasser mit vielen Tieren, die als Nahrung dienen können, an die Oberfläche strömt. Die geringe Verbreitung und Populationsgröße der Galapagosscharbe ist wahrscheinlich eine Folge seiner Anpassung an diese Gewässer, an denen Futter stets reichlich zu finden ist. Dadurch sind auch Verhalten und Erfolg bei der Brut bestimmt.
Die Galapagosscharbe entwickelte ihr heutiges Aussehen und Verhalten auf einer Insel, die frei von Beutegreifern war. Da sich ihre Nahrung unmittelbar an der Küste befand, verlor dieser Vogel im Laufe der Evolution seine Flugfähigkeit. Durch den Menschen wurden allerdings eine Reihe von Säugetieren wie Katzen, Hunde und Schweine eingeführt, die für den Vogel gefährlich werden können.

## Balz
Die Balz der Kormorane beginnt damit, dass die Tiere im Wasser parallel nebeneinander herschwimmen und dabei den Hals so stark in Schlangenform einkrümmen, dass der Schnabel den Kropf (Hals) berührt. Sie krächzen gelegentlich und von Zeit zu Zeit richtet sich einer aus und schüttelt sich. Nach 20 bis 80 Minuten führt das Männchen das Weibchen zum Ufer. Am Ufer wirft das Männchen den Kopf hoch, so dass der Schnabel zum Himmel zeigt und lädt das Weibchen damit zum Herankommen ein. Anschließend verbeugt er sich tief und weist mit der Schnabelspitze auf den Boden, dabei hält es oft Nestmaterial im Schnabel und baut es in den Nestwall ein.

## Fortpflanzung

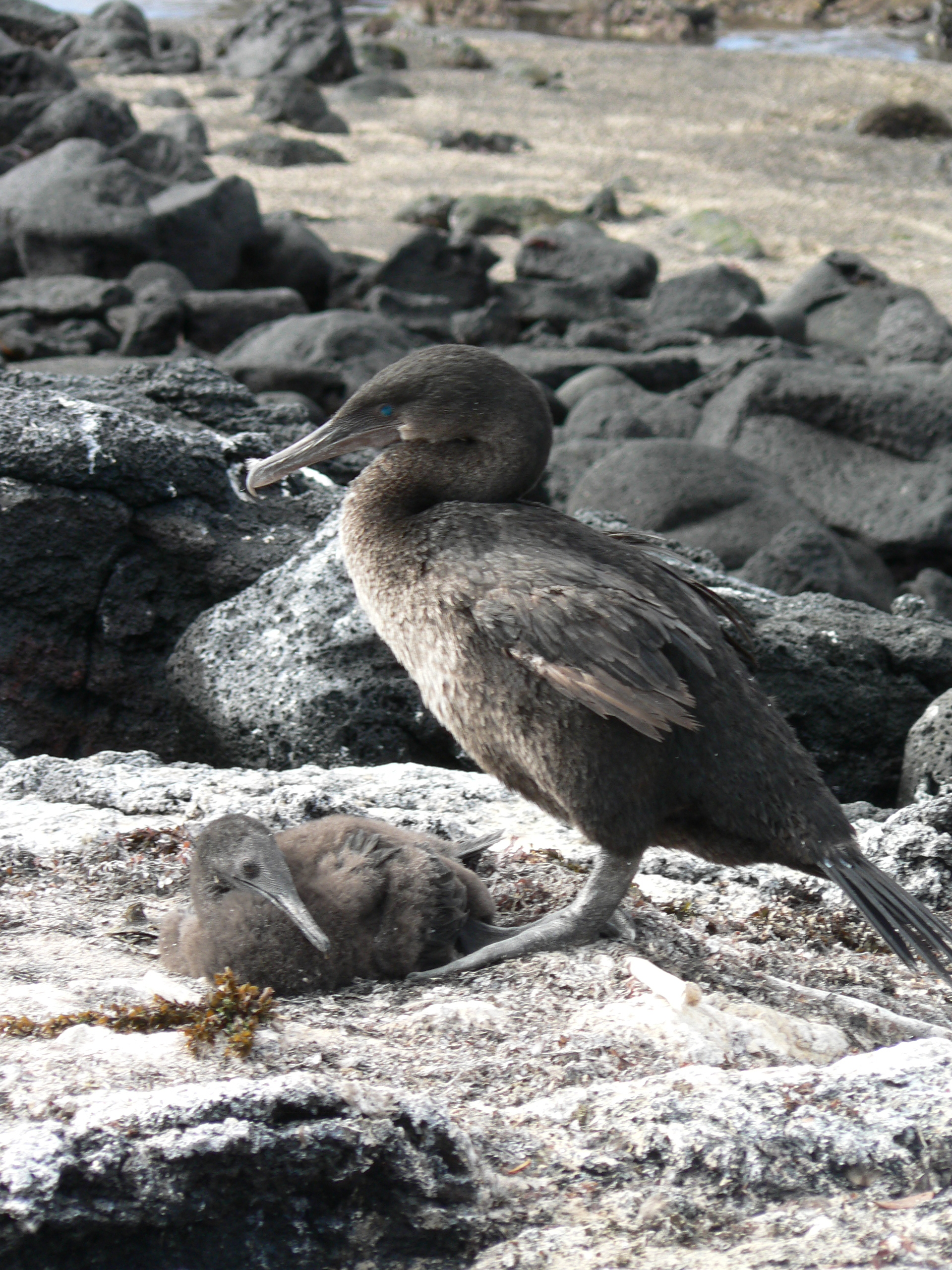
Flugunfähiger Kormoran mit Jungtier

Weibchen können zweimal pro Jahr brüten. Sie suchen sich gewöhnlich für jede Brut einen neuen Partner, da das Weibchen die Jungtiere früher verlässt als das Männchen. Während von den bis zu drei Eiern pro Gelege gewöhnlich nur ein Jungtier überlebt, werden einmal erwachsene Vögel meist sehr alt. Die Populationsgröße wird hauptsächlich durch die begrenzte Verfügbarkeit der Nahrung beschränkt, die das Überleben der Jungtiere stärker gefährdet als das der Eltern. Mit dieser Anpassung sind die Vögel sehr schnell in der Lage, sich von Bestandseinbrüchen zu erholen.